# Макарије Цариградски
Макарије Цариградски — патријарх Цариграда у два наврата, први пут од 1376. до 1379. и други од 1390. до 1391. године.
Пре него што је постао патријарх, служио је као епископ севастијански. Први пут је био патријарх у периоду политичких превирања која су довела до његовог детронизовања. За време патријарха Антонија IV патријаршија је строго ограничена. Макарије је поново устоличен 1390. године и доносио је важне одлуке везане за управљање патријаршијом.